# Waterkrachtcentrale Hojum
Waterkrachtcentrale Hojum is gelegen nabij de stad Trollhättan in de Zweedse provincie Västra Götalands län. De centrale ligt aan de rivier Göta älv.
Het verval van de Göta Älv van 32 meter bij Trollhättan wordt gebruikt door de waterkrachtcentrale Hojum. Deze ligt op ongeveer 13 kilometer ten zuiden van waar het Vänermeer uitmondt in de rivier Göta Älv. De waterkrachtcentrale Olidan is 1 kilometer stroomafwaarts van Hojum. De krachtcentrale van Hojum is de op een na grootste waterkrachtcentrale in Trollhättan, na de oudere installatie van Olidan die in 1921 in werking kwam.
Na Olidan werden de plannen voor de krachtcentrale van Hojum uitgewerkt. Hojum produceerde de eerste elektriciteit in 1941 met twee turbines van elk 50 MW. Door de politieke instabiliteit die eind jaren dertig en begin jaren veertig in Europa heerste, werd de installatie ondergronds gebouwd. Deze centrale is net zoals de even verderop gelegen Olidan centrale eigendom van Vattenfall.
Om het water achter de centrale vast te houden zodat de turbines verzekerd zijn van een continue aanvoer van water werden de watervallen van Trollhättan stilgelegd. Een aantal keer per jaar, bijvoorbeeld op Fallens dag ("dagen van de waterval"), worden de sluizen geopend en stromen de watervallen als vanouds.
De krachtcentrale werd in 1992 gemoderniseerd en een derde turbine met een capaciteit van 70 MW werd toegevoegd. Delen van de oudere turbine werden vervangen waardoor de capaciteit toenam van 50 naar 58 MW.
Nabij de centrale bevindt zich de waterval Trollhättefallen.